# Bright Angel Lodge
Le Bright Angel Lodge est un hôtel américain situé à Grand Canyon Village, dans le comté de Coconino, en Arizona. Ouvert en 1935, ce lodge du parc national du Grand Canyon est construit dans le style rustique du National Park Service. C'est une propriété contributrice au district historique de Grand Canyon Village, un district historique inscrit au Registre national des lieux historiques depuis le 20 novembre 1975. Il est par ailleurs membre des Historic Hotels of America depuis 2012.
La station d'épuration Water Reclamation Plant a été agrandie à l'occasion de l'ouverture du Bright Angel Lodge.